# Robert Huth
Robert Huth (Berlino, 18 agosto 1984) è un dirigente sportivo ed ex calciatore tedesco, di ruolo difensore, responsabile dei giocatori in prestito del Leicester City.
Con 322 partite ufficiali disputate, è il giocatore tedesco con più presenze in Premier League. Insieme a Jonathan Walters, Kenwyne Jones, Dean Whitehead e Ryan Shotton, è il primatista di presenze (10) con la maglia dello Stoke City nelle competizioni calcistiche europee.
Con la nazionale tedesca, con 19 presenze e 2 gol, ha partecipato alla Confederations Cup 2005 e al campionato del mondo 2006.

## Caratteristiche tecniche
Difensore centrale molto forte fisicamente, era in grado di rendersi pericoloso in fase offensiva grazie alla grande sua abilità nei colpi di testa; possedeva inoltre un tiro potente e una buona velocità. Nel corso di tutta la sua carriera ha militato in Inghilterra, affermandosi come uno dei migliori difensori centrali della Premier League.

## Carriera

### Club

#### Gli inizi, Chelsea
Comincia a giocare a calcio nel settore giovanile del Fortuna Biesdorf, società dell'omonimo quartiere berlinese, e successivamente nel vivaio dell'Union Berlino. Nel 2001 è passato al Chelsea di Claudio Ranieri e ha esordito in Premier League l'11 maggio 2001, a soli 17 anni e nove mesi, nell'ultima giornata di campionato persa contro l'Aston Villa (1-3) in casa. Non trovando spazio in prima squadra in quanto chiuso dai vari William Gallas, John Terry, Marcel Desailly e Ricardo Carvalho, nel 2006 lascia i Blues dopo cinque stagioni, 62 presenze tra campionato e coppe, due titoli d'Inghilterra e una Community Shield.

#### Middlesbrough e Stoke City

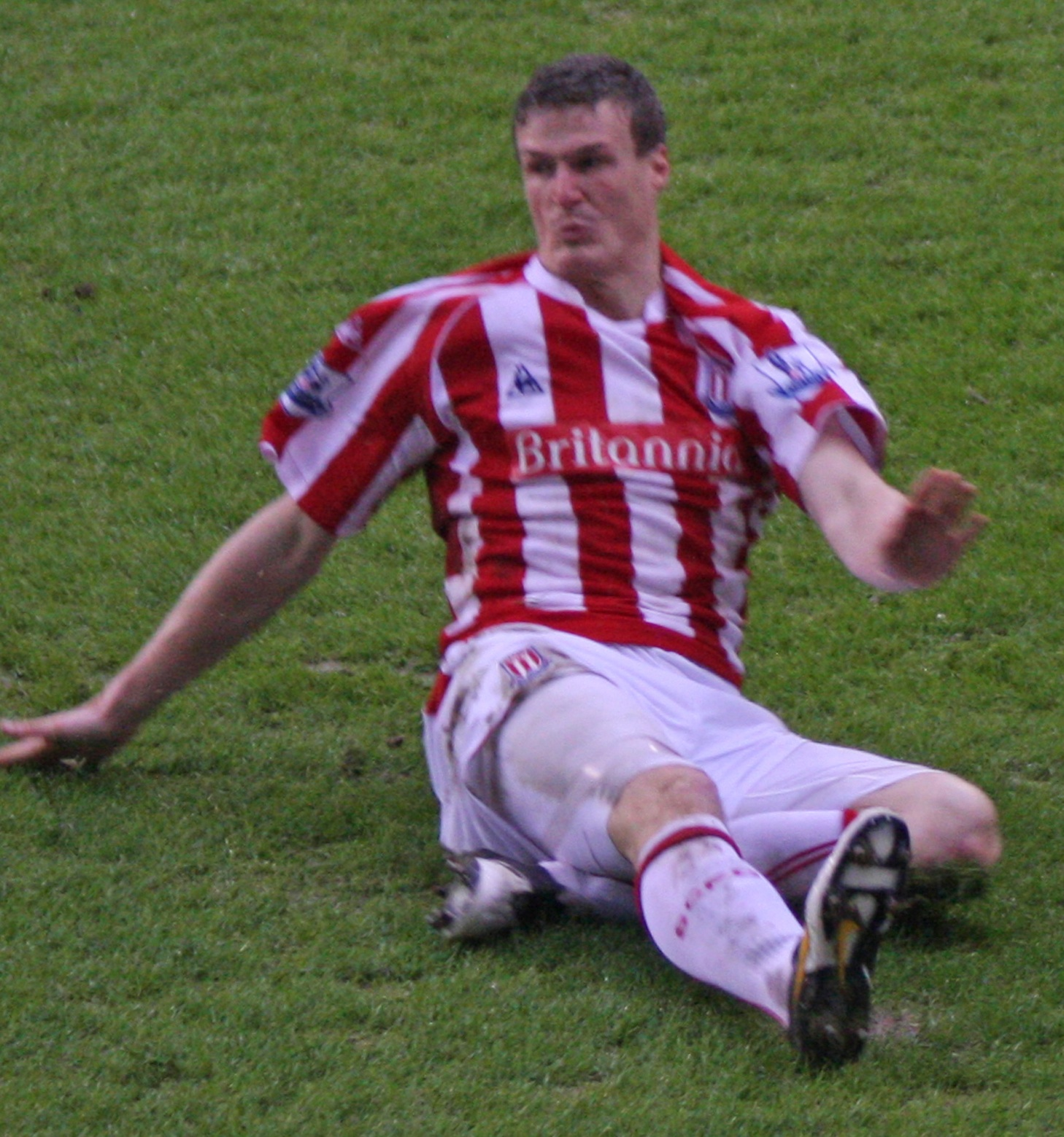
Huth allo Stoke City nel 2010

Nell'estate 2006, reduce dal terzo posto a Germania 2006, viene acquistato dal Middlesbrough per 6 milioni di sterline (8,75 milioni di euro). All'inizio della nuova esperienza, Huth ha incontrato delle iniziali difficoltà, dettate soprattutto dal ritrovare la condizione fisica. Successivamente si conquista un posto da titolare nella difesa del Boro, giocando ottime partite, soprattutto all'inizio della stagione 2008-09, ma i continui infortuni gli impediscono di giocare con continuità e di evitare la retrocessione del Middlesbrough nel 2009.
Nella prima parte della stagione 2009-2010 gioca in Football League Championship con il Middlesbrough, ma nel gennaio 2010 lascia definitivamente la squadra e si trasferisce allo Stoke City per 5,5 milioni di euro. Dal punto di vista tecnico e tattico, dimostra di essere compatibile con lo stile estremamente fisico dei Potters, al punto tale da diventare uno dei pilastri della difesa e, in assoluto, uno dei migliori interpreti del ruolo in Premier League. Nei suoi anni allo Stoke mette a referto 149 presenza in campionato e 13 reti, che gli permettono anche di riconquistare la nazionale.

#### Leicester City

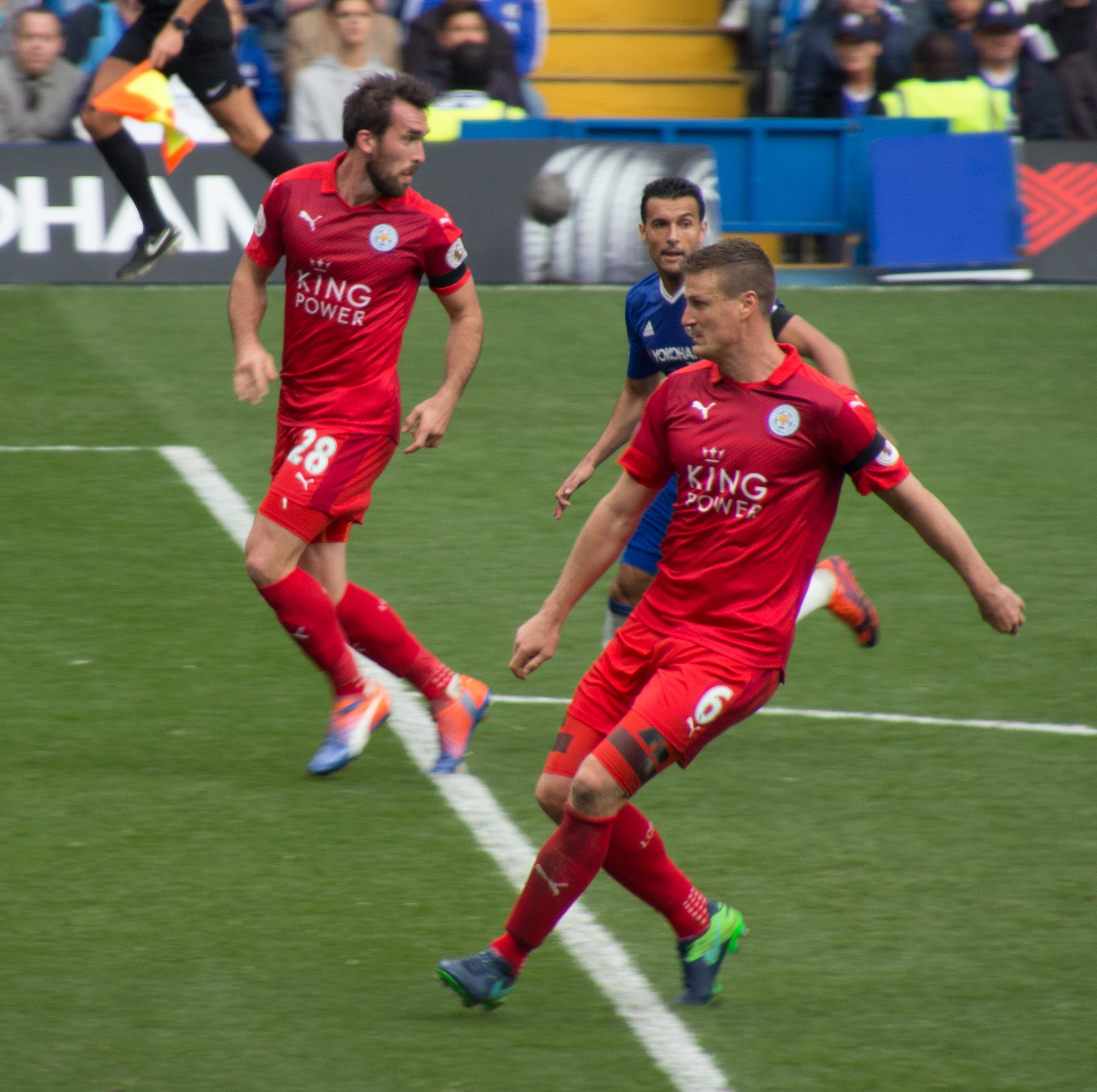
Huth (a destra) e Christian Fuchs al Leicester City nel 2016

Il 2 febbraio 2015 passa in prestito al Leicester, club dal quale viene riscattato il 24 giugno seguente. Nella stagione 2015-16 viene impiegato titolare da Claudio Ranieri, suo ex tecnico ai tempi del Chelsea, risultando uno degli assoluti protagonisti della magica annata dei Foxes. Il 31 gennaio realizza di testa, sugli sviluppi di un calcio d'angolo, all'83º minuto, il gol che decide la gara contro il Tottenham (0-1) e che permette al Leicester di tornare in vetta alla Premier in coabitazione con l'Arsenal. Il 6 febbraio, invece, realizza la doppietta contro i rivali scudetto del Manchester City, poi finita 1-3, che permette alla squadra di Ranieri di portarsi a sei lunghezze di vantaggio proprio sui Citizens. Il 2 maggio grazie al pareggio per 2-2 del Tottenham secondo in classifica contro il Chelsea, che segue il pareggio del giorno prima dei Foxes contro il Manchester Utd per 1-1, si laurea campione d'Inghilterra 2015-2016; per il Leicester è il primo titolo, mentre per Huth il terzo dopo i due precedenti con la maglia del Chelsea.
Al termine della stagione 2017-2018 annuncia il suo ritiro dal calcio giocato, smentendo l'ipotesi di un suo accordo per il trasferimento al Derby County in Championship.

### Nazionale

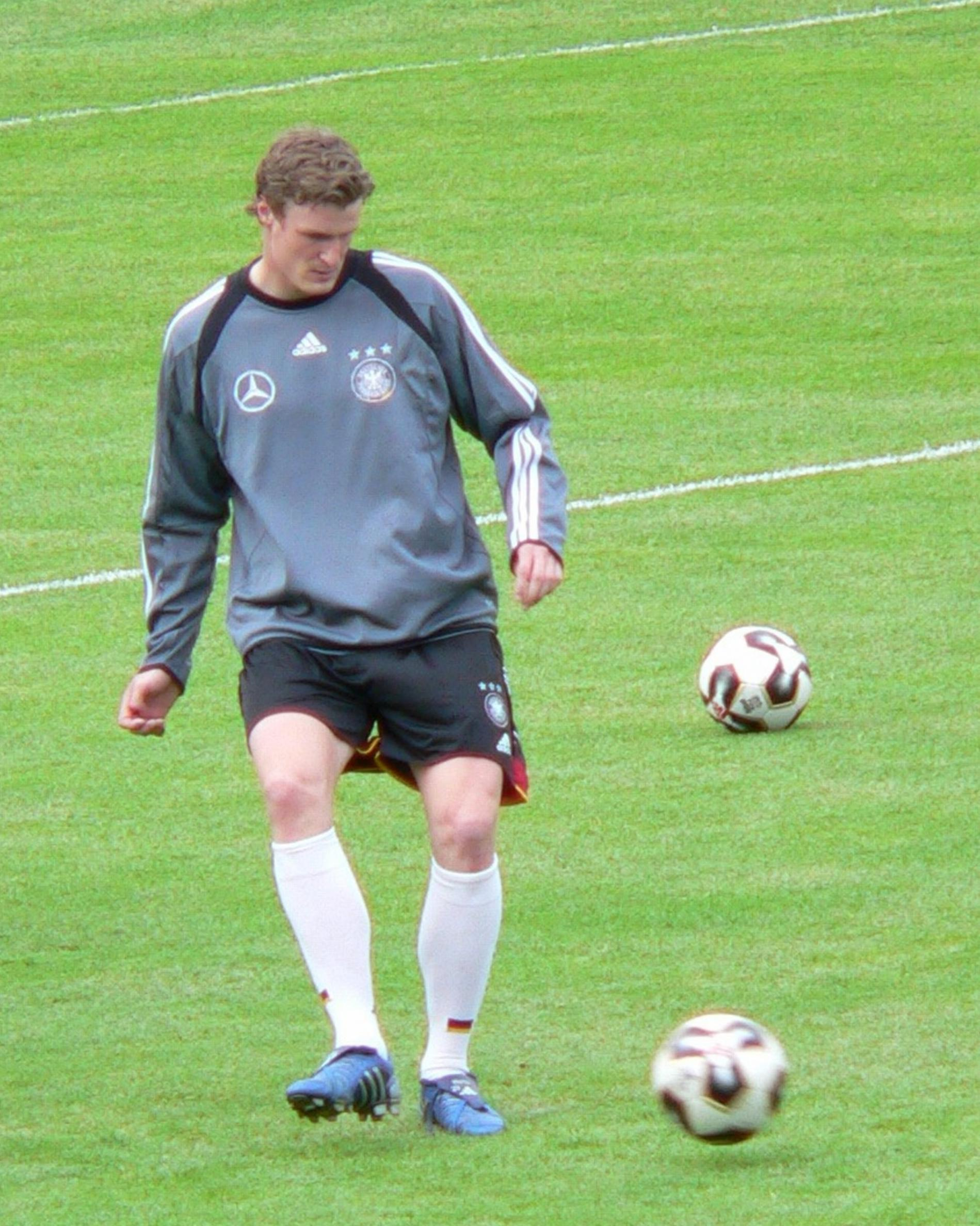
Huth in allenamento con la nazionale tedesca nel 2005

Huth ha esordito in nazionale maggiore nel 2004, sotto la gestione di Jürgen Klinsmann, scendendo in campo da subentrante nell'amichevole contro l'Austria all'Ernst Happel Stadion di Vienna. Ha partecipato alla FIFA Confederations Cup 2005, giocando titolare l'intera competizione come centrale difensivo in coppia con Per Mertesacker e segnando una rete, la prima in nazionale, nella finale per il terzo posto vinta 4-3 dai tedeschi contro il Messico.
Nell'amichevole di Firenze del marzo 2006 contro l'Italia ha messo a segno il gol della bandiera per i suoi, sconfitti 4-1 dagli azzurri.
Ha partecipato al campionato del mondo 2006, giocando solo la terza gara della fase a gironi contro l'Ecuador che assicura alla Germania padrona di casa il primo posto nel gruppo A. I tedeschi concludono il torneo al terzo posto, dopo la sconfitta in semifinale contro l'Italia e la vittoria nella finale per il terzo e quarto posto contro il Portogallo.
Dopo un momentaneo allontanamento dalla nazionale con l'insediamento del nuovo commissario tecnico, Joachim Löw, è stato convocato nel 2008, a quasi due anni di distanza dal mondiale tedesco, per l'amichevole contro la Svizzera, non scendendo tuttavia in campo. Ritorna a vestire la maglia della Germania nelle amichevoli contro la Cina e gli Emirati Arabi Uniti, ma dopo ciò non è viene più preso in considerazione da Löw per la nazionale.

## Statistiche

### Presenze e reti nei club
Statistiche aggiornate alla fine della carriera.
| Stagione              | Squadra               | Campionato            | Campionato | Campionato | Coppe nazionali | Coppe nazionali | Coppe nazionali | Coppe continentali | Coppe continentali | Coppe continentali | Altre coppe | Altre coppe | Altre coppe | Totale | Totale |
| Stagione              | Squadra               | Comp                  | Pres       | Reti       | Comp            | Pres            | Reti            | Comp               | Pres               | Reti               | Comp        | Pres        | Reti        | Pres   | Reti   |
| --------------------- | --------------------- | --------------------- | ---------- | ---------- | --------------- | --------------- | --------------- | ------------------ | ------------------ | ------------------ | ----------- | ----------- | ----------- | ------ | ------ |
| 2001-2002             | Chelsea               | PL                    | 1          | 0          | FACup+CdL       | 0               | 0               | CU                 | 0                  | 0                  | -           | -           | -           | 1      | 0      |
| 2002-2003             | Chelsea               | PL                    | 2          | 0          | FACup+CdL       | 1+0             | 0               | CU                 | 2                  | 0                  | -           | -           | -           | 5      | 0      |
| 2003-2004             | Chelsea               | PL                    | 16         | 0          | FACup+CdL       | 1+1             | 0               | UCL                | 2                  | 1                  | -           | -           | -           | 20     | 1      |
| 2004-2005             | Chelsea               | PL                    | 10         | 0          | FACup+CdL       | 1+0             | 1               | UCL                | 4                  | 0                  | -           | -           | -           | 15     | 1      |
| 2005-2006             | Chelsea               | PL                    | 13         | 0          | FACup+CdL       | 4+1             | 0               | UCL                | 3                  | 0                  | CS          | 0           | 0           | 21     | 0      |
| Totale Chelsea        | Totale Chelsea        | Totale Chelsea        | 42         | 0          |                 | 9               | 1               |                    | 11                 | 1                  |             | 0           | 0           | 62     | 2      |
| 2006-2007             | Middlesbrough         | PL                    | 12         | 1          | FACup+CdL       | 1+1             | 0               |                    | -                  | -                  |             | -           | -           | 14     | 1      |
| 2007-2008             | Middlesbrough         | PL                    | 13         | 1          | FACup+CdL       | 3+0             | 0               |                    | -                  | -                  |             | -           | -           | 16     | 1      |
| 2008-2009             | Middlesbrough         | PL                    | 24         | 0          | FACup+CdL       | 4+0             | 0               |                    | -                  | -                  |             | -           | -           | 28     | 0      |
| ago. 2009             | Middlesbrough         | FLC                   | 4          | 0          | FACup+CdL       | 0+1             | 0               | -                  | -                  | -                  | -           | -           | -           | 5      | 0      |
| Totale Middlesbrough  | Totale Middlesbrough  | Totale Middlesbrough  | 53         | 2          |                 | 10              | 0               |                    |                    |                    |             |             |             | 63     | 2      |
| 2009-2010             | Stoke City            | PL                    | 32         | 3          | FACup+CdL       | 5+0             | 0               | -                  | -                  | -                  | -           | -           | -           | 37     | 3      |
| 2010-2011             | Stoke City            | PL                    | 35         | 6          | FACup+CdL       | 6+3             | 3+0             | -                  | -                  | -                  | -           | -           | -           | 44     | 9      |
| 2011-2012             | Stoke City            | PL                    | 34         | 3          | FACup+CdL       | 3+2             | 2+0             | UEL                | 8                  | 0                  | -           | -           | -           | 49     | 5      |
| 2012-2013             | Stoke City            | PL                    | 35         | 1          | FACup+CdL       | 3+1             | 0               | -                  | -                  | -                  | -           | -           | -           | 39     | 1      |
| 2013-2014             | Stoke City            | PL                    | 12         | 0          | FACup+CdL       | 0+3             | 0               | -                  | -                  | -                  | -           | -           | -           | 15     | 0      |
| 2014-gen. 2015        | Stoke City            | PL                    | 1          | 0          | FACup+CdL       | 1+2             | 0               | -                  | -                  | -                  | -           | -           | -           | 4      | 0      |
| Totale Stoke City     | Totale Stoke City     | Totale Stoke City     | 149        | 13         |                 | 29              | 5               |                    | 10                 | 0                  |             |             |             | 188    | 18     |
| feb.-giu. 2015        | Leicester City        | PL                    | 14         | 1          | FACup+CdL       | 0               | 0               | -                  | -                  | -                  | -           | -           | -           | 14     | 1      |
| 2015-2016             | Leicester City        | PL                    | 35         | 3          | FACup+CdL       | 0               | 0               | -                  | -                  | -                  | -           | -           | -           | 35     | 3      |
| 2016-2017             | Leicester City        | PL                    | 33         | 2          | FACup+CdL       | 2+0             | 0               | UCL                | 7                  | 0                  | CS          | 1           | 0           | 43     | 2      |
| 2017-2018             | Leicester City        | PL                    | 0          | 0          | FACup+CdL       | 0+1             | 0               | -                  | -                  | -                  | -           | -           | -           | 1      | 0      |
| Totale Leicester City | Totale Leicester City | Totale Leicester City | 82         | 6          |                 | 3               | 0               |                    | 7                  | 0                  |             | 1           | 0           | 93     | 6      |
| Totale carriera       | Totale carriera       | Totale carriera       | 326        | 21         |                 | 51              | 6               |                    | 28                 | 1                  |             | 1           | 0           | 396    | 28     |

### Cronologia presenze e reti in nazionale
| Cronologia completa delle presenze e delle reti in nazionale ― Germania | Cronologia completa delle presenze e delle reti in nazionale ― Germania | Cronologia completa delle presenze e delle reti in nazionale ― Germania | Cronologia completa delle presenze e delle reti in nazionale ― Germania | Cronologia completa delle presenze e delle reti in nazionale ― Germania | Cronologia completa delle presenze e delle reti in nazionale ― Germania | Cronologia completa delle presenze e delle reti in nazionale ― Germania | Cronologia completa delle presenze e delle reti in nazionale ― Germania |
| Data                                                                    | Città                                                                   | In casa                                                                 | Risultato                                                               | Ospiti                                                                  | Competizione                                                            | Reti                                                                    | Note                                                                    |
| ----------------------------------------------------------------------- | ----------------------------------------------------------------------- | ----------------------------------------------------------------------- | ----------------------------------------------------------------------- | ----------------------------------------------------------------------- | ----------------------------------------------------------------------- | ----------------------------------------------------------------------- | ----------------------------------------------------------------------- |
| 18-8-2004                                                               | Vienna                                                                  | Austria                                                                 | 1 – 3                                                                   | Germania                                                                | Amichevole                                                              | -                                                                       | 86’                                                                     |
| 8-9-2004                                                                | Berlino                                                                 | Germania                                                                | 1 – 1                                                                   | Brasile                                                                 | Amichevole                                                              | -                                                                       |                                                                         |
| 9-10-2004                                                               | Teheran                                                                 | Iran                                                                    | 0 – 2                                                                   | Germania                                                                | Amichevole                                                              | -                                                                       | 77’                                                                     |
| 17-11-2004                                                              | Lipsia                                                                  | Germania                                                                | 3 – 0                                                                   | Camerun                                                                 | Amichevole                                                              | -                                                                       |                                                                         |
| 26-3-2005                                                               | Celje                                                                   | Slovenia                                                                | 0 – 1                                                                   | Germania                                                                | Amichevole                                                              | -                                                                       |                                                                         |
| 4-6-2005                                                                | Belfast                                                                 | Irlanda del Nord                                                        | 1 – 4                                                                   | Germania                                                                | Amichevole                                                              | -                                                                       | 15’                                                                     |
| 15-6-2005                                                               | Francoforte                                                             | Germania                                                                | 4 – 3                                                                   | Australia                                                               | Conf. Cup 2005 - 1º turno                                               | -                                                                       | 20’                                                                     |
| 18-6-2005                                                               | Colonia                                                                 | Tunisia                                                                 | 0 – 3                                                                   | Germania                                                                | Conf. Cup 2005 - 1º turno                                               | -                                                                       |                                                                         |
| 21-6-2005                                                               | Norimberga                                                              | Argentina                                                               | 2 – 2                                                                   | Germania                                                                | Conf. Cup 2005 - 1º turno                                               | -                                                                       |                                                                         |
| 25-6-2005                                                               | Norimberga                                                              | Germania                                                                | 2 – 3                                                                   | Brasile                                                                 | Conf. Cup 2005 - Semifinale                                             | -                                                                       |                                                                         |
| 29-6-2005                                                               | Lipsia                                                                  | Germania                                                                | 4 – 3 dts                                                               | Messico                                                                 | Conf. Cup 2005 - Finale 3º posto                                        | 1                                                                       |                                                                         |
| 17-8-2005                                                               | Rotterdam                                                               | Paesi Bassi                                                             | 2 – 2                                                                   | Germania                                                                | Amichevole                                                              | -                                                                       | 66’ 68’                                                                 |
| 12-10-2005                                                              | Amburgo                                                                 | Germania                                                                | 1 – 0                                                                   | Cina                                                                    | Amichevole                                                              | -                                                                       | 46’                                                                     |
| 12-11-2005                                                              | Parigi                                                                  | Francia                                                                 | 0 – 0                                                                   | Germania                                                                | Amichevole                                                              | -                                                                       |                                                                         |
| 1-3-2006                                                                | Firenze                                                                 | Italia                                                                  | 4 – 1                                                                   | Germania                                                                | Amichevole                                                              | 1                                                                       |                                                                         |
| 27-5-2006                                                               | Friburgo                                                                | Germania                                                                | 7 – 0                                                                   | Lussemburgo                                                             | Amichevole                                                              | -                                                                       | 46’                                                                     |
| 20-6-2006                                                               | Berlino                                                                 | Ecuador                                                                 | 0 – 3                                                                   | Germania                                                                | Mondiali 2006 - 1º turno                                                | -                                                                       |                                                                         |
| 29-5-2009                                                               | Shanghai                                                                | Cina                                                                    | 1 – 1                                                                   | Germania                                                                | Amichevole                                                              | -                                                                       |                                                                         |
| 2-6-2009                                                                | Dubai                                                                   | Emirati Arabi Uniti                                                     | 2 – 7                                                                   | Germania                                                                | Amichevole                                                              | -                                                                       | 46’                                                                     |
| Totale                                                                  |                                                                         | Presenze                                                                | 19                                                                      |                                                                         | Reti                                                                    | 2                                                                       |                                                                         |

### Record
Durante la sua carriera Huth è riuscito a battere diversi record:
- Giocatore tedesco con più presenze in Premier League: 322.[1]
- Giocatore dello Stoke City con più presenze nelle competizioni calcistiche europee: 10, a pari merito con Jonathan Walters, Kenwyne Jones, Dean Whitehead e Ryan Shotton.[2]

## Palmarès

### Club
- Campionato inglese: 3

Chelsea: 2004-2005, 2005-2006
Leicester City: 2015-2016
- Community Shield: 1

Chelsea: 2005